# Бошало
Бошало (фр. Beauchalot) насеље је и општина у јужној Француској у региону Миди Пирене, у департману Горња Гарона која припада префектури Сен Годан.
По подацима из 2011. године у општини је живело 489 становника, а густина насељености је износила 77,25 становника/km². Општина се простире на површини од 6,33 km². Налази се на средњој надморској висини од 316 метара (максималној 410 m, а минималној 295 m).

## Демографија
| 1962. | 1968. | 1975. | 1982. | 1990. | 1999. | 2011. |
| ----- | ----- | ----- | ----- | ----- | ----- | ----- |
| 314   | 315   | 342   | 350   | 380   | 390   | 489   |

График промене броја становника у току последњих година